# Танины

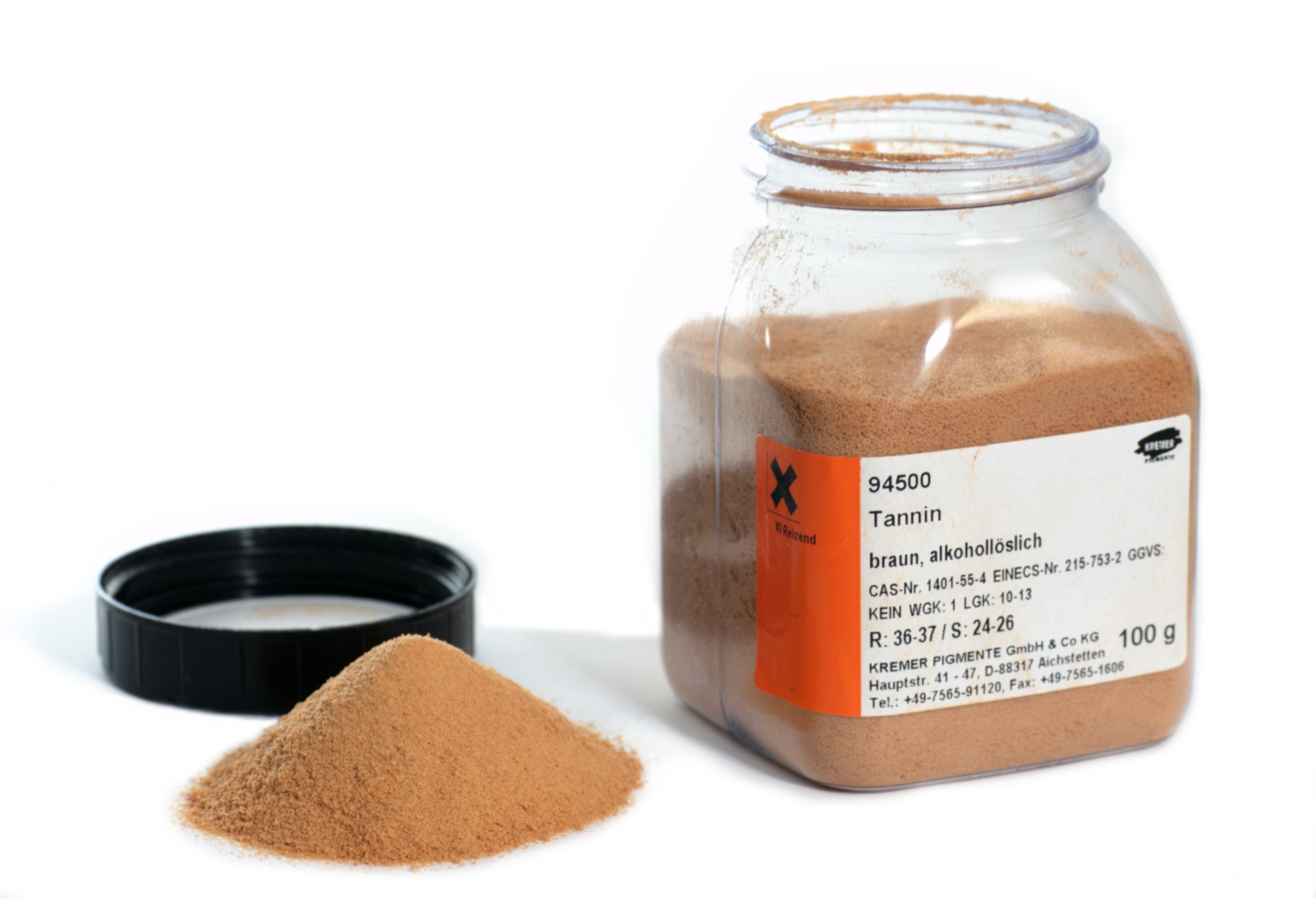
Порошок танина

Галлотанин

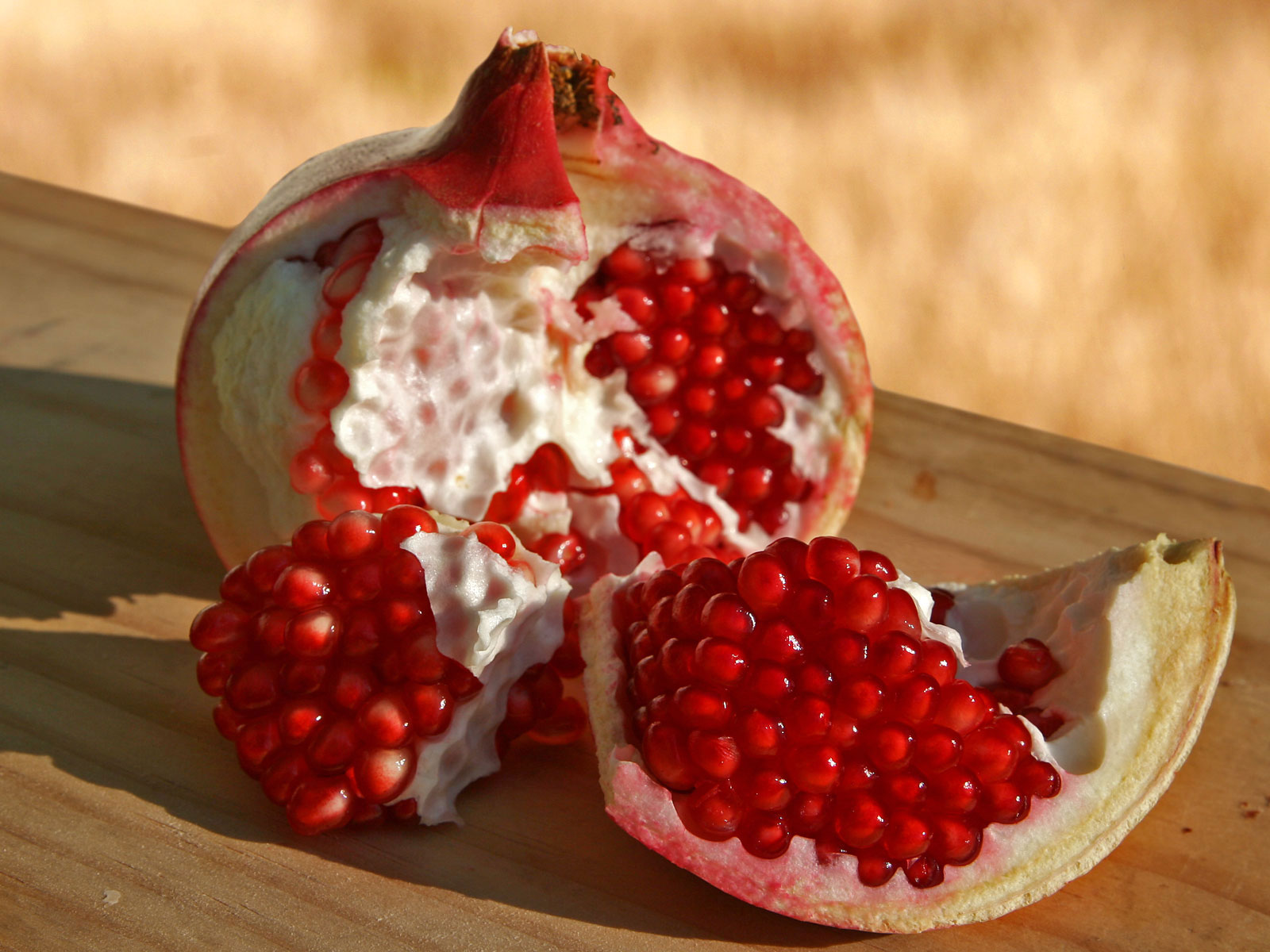
Кожура граната богата танинами (дубильными веществами)

Тани́ны, или танни́ны (от фр. tanins) — группа фенольных соединений растительного происхождения, содержащих большое количество групп −OH. Танины обладают дубильными свойствами и характерным вяжущим вкусом. Дубильное действие танинов основано на их способности образовывать прочные связи с белками, полисахаридами и другими биополимерами.
Зарегистрированы в качестве пищевых добавок с номером Е181.

## Химия танинов
| Структурные элементы: | Галловая кислота     | Флавон                  |
| Классы танинов:       | Гидролизуемые танины | Конденсированные танины |

Танины делятся на два класса:
1. гидролизующиеся танины — образованные многоатомным спиртом, например, глюкозой, у которого гидроксильные группы частично или полностью этерифицированы галловой кислотой или родственными соединениями;
2. конденсированные танины — образованные конденсацией фенольных соединений, например катехинов.

Основа гидролизуемых танинов — сложные эфиры галловой кислоты или родственных ей дигалловой и тригалловой кислот с многоатомным спиртом. Конденсированные танины представляют собой производные флавоноидов, главным образом димеры 3,4-флавандиола или 3-флаванола.

## Нахождение в природе

### Ягоды
Большинство ягод, таких как клюква, клубника и черника, содержат как гидролизуемые, так и конденсированные танины.

### Орехи
Орехи различаются по количеству содержащихся в них дубильных веществ. Некоторые виды жёлудей дуба содержат большое количество танинов. Например, было обнаружено, что жёлуди Quercus robur и Quercus petraea в Польше содержат 2,4-5,2 % и 2,6-4,8 % дубильных веществ в пересчёте на сухое вещество, но дубильные вещества можно удалить путём выщелачивания в воде, так что жёлуди могут стать съедобными. Другие орехи, такие как фундук, грецкие орехи, пекан и миндаль, содержат меньшее количество дубильных соединений. Концентрация танина в неочищенном экстракте этих орехов напрямую не соотносится с теми же соотношениями для конденсированной фракции.

### Травы и специи
Гвоздика, эстрагон, тмин, тимьян, ваниль и корица содержат танины.

### Бобовые
Большинство бобовых содержат танины. Больше всего танинов содержится в фасоли красного цвета, а меньше всего — в фасоли белого цвета. Арахис без скорлупы имеет очень низкое содержание танина. Нут содержит ещё меньшее количество танинов.

### Шоколад
Шоколадный ликёр содержит около 6 % танинов.

### Напитки

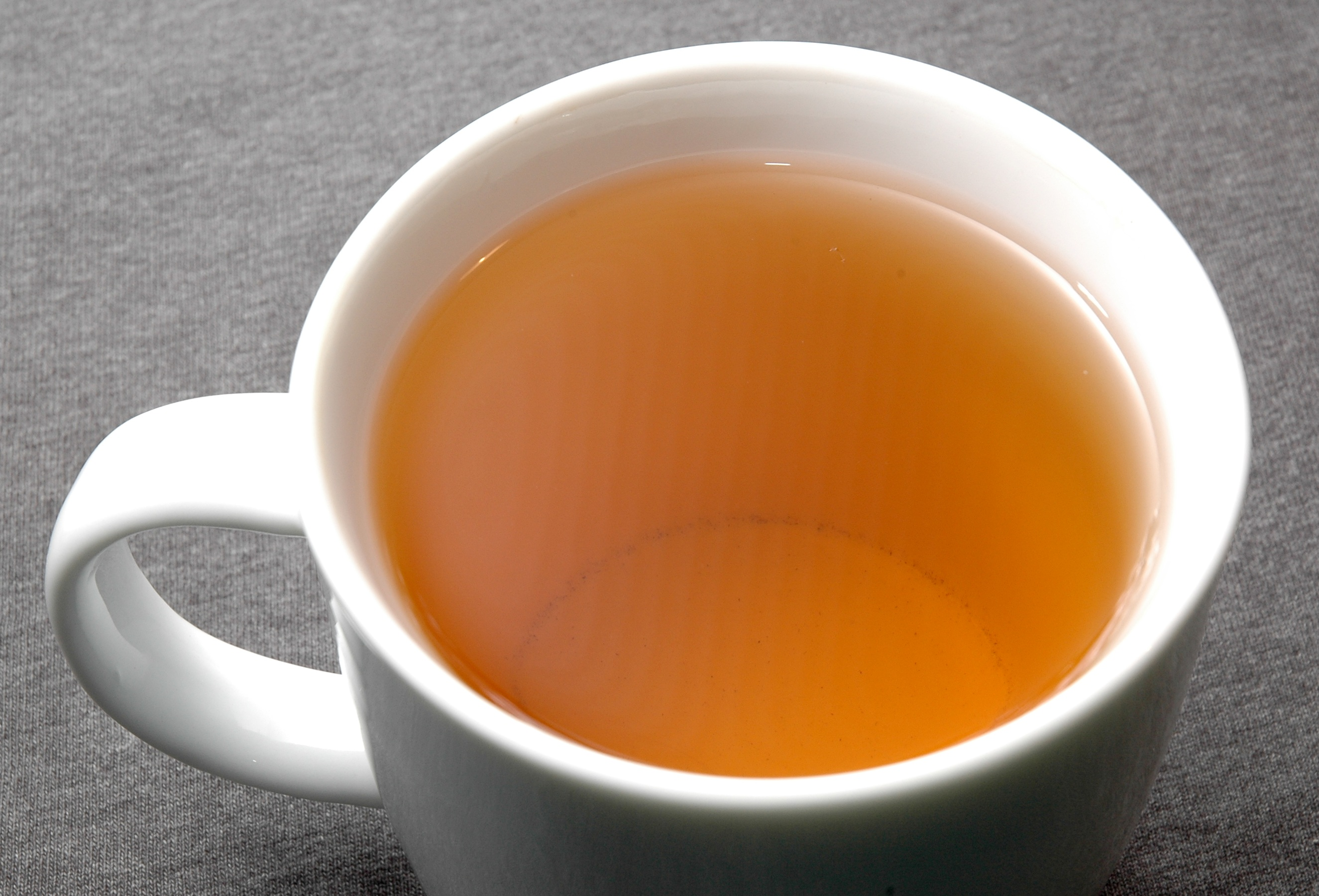
Чай. Танины чая представлены катехинами с галловыми эфирами, содержание (в заварке) от 4 % в прессованном чае и до 20 % в зелёном чае. При охлаждении чая (напитка) танины придают мутность, в связи с меньшей растворимостью в холодной воде

Основными пищевыми источниками танинов для человека являются чай и кофе. Большинство вин, выдержанных в обугленных дубовых бочках, содержат танины, впитанные из древесины. Почвы с высоким содержанием глины также способствуют образованию танинов в винограде. Такая концентрация придаёт вину характерную терпкость.
Было обнаружено, что кофейная мякоть содержит незначительное количество танинов.

#### Фруктовые соки
Яблочный, виноградный и другие фруктовые соки содержат большое количество танинов. Иногда танины даже добавляют в сидры, чтобы придать им более терпкий вкус.

#### Пиво
В дополнение к альфа-кислотам, выделяемым из хмеля для придания пиву горечи, также присутствуют конденсированные танины. Его получают как из солода, так и из хмеля. Опытные пивовары, особенно в Германии, считают наличие танинов недостатком. Однако в некоторых пивных напитках присутствие этой терпкости допустимо или даже желательно, как, например, во фландрском красном эле.
В пиве типа светлого пива танины могут образовывать осадок со специфическими белками, образующими дымку в пиве, что приводит к помутнению при низкой температуре. Это помутнение при охлаждении можно предотвратить, удалив часть танинов или часть белков, образующих помутнение. Танины удаляются с помощью PVPP — белков, образующих дымку, с помощью кремнезёма или дубильной кислоты.

### Другие продукты
Танины содержатся в коре, древесине, листьях, плодах (иногда семенах, корнях, клубнях) многих растений — дуба, каштана, акации, ели, лиственницы, тсуги канадской, эвкалипта, какао, гранатового дерева, черёмухи, хурмы, хинного дерева, сумаха, квебрахо и других. Танины придают листьям и плодам терпкий вяжущий вкус. Танины подавляют рост патогенных для многих растений микроорганизмов, защищают растения от поедания животными (жвачным животным вкус танинов, вероятно, неприятен, поэтому корм поедается неохотно, но не ядовит).
В конце 1940-х годов, сразу после окончания войны, в связи с острой нехваткой древесины твёрдых пород, в промышленность была внедрена технология получения танинов из отходов сланцевого производства. Полученные таким методом танины шли, в основном, не в пищевую промышленность, а на дубление кож. Внедрение технологии проходило под кураторством известного советского химика Сергея Джобадзе.

## Препараты танина
Танины выделяют главным образом из коры акации, ели, каштана в виде водного экстракта, содержащего соответственно 36, 16 и 13 % танина по массе.
- танин — технический или фармакопейный препарат, получаемый из растений. Представляет собой аморфный светло-жёлтый порошок, со слабым своеобразным запахом, вяжущего вкуса, растворимый в воде, этаноле и глицерине. В воде образует коллоидные растворы, имеющие кислую реакцию и обладающие сильным дубильным действием. Водные растворы образуют осадки с алкалоидами, растворами белка и желатины, солями тяжелых металлов. Применяют в качестве вяжущего и местного противовоспалительного средства.

## Применение танинов
В промышленности танины используются для дубления кожи и меха, приготовления чернил, протравливания текстильных волокон, придания различным напиткам терпкого и вяжущего вкуса и как пищевой краситель (E181).
В XIX веке таннин широко применялся в органической химии и в аналитической неорганической химии в качестве реагента, позволяющего определять присутствие ионов некоторых металлов, прежде всего, железа.
В 1960-е годы был разработан один из самых эффективных методов осаждения остродефицитного германия из отходов производства, надсмольных вод коксохимических заводов. При содержании металла не более 0,0003%, дубовый экстракт позволял легко осадить весь германий в виде таннидных металлорганических комплексов.
В Юго-Восточной Азии женщины окрашивают зубы таниносодержащей жидкостью.
В медицине танины находят применение как вяжущие лекарственные средства, противоядия (при отравлении солями свинца, ртути и др.), противодиарейные, кровоостанавливающие и противогеморроидальные средства. Также используются хирургами для дубления кожи рук перед выполнением операции. Эдуард Дэвидсон в 1925 году впервые использовал танины для лечения тяжёлых ожогов. Последнее нововведение вызвало неоднозначную реакцию медицинского сообщества и в течение как минимум двух десятилетий служили поводом для конфликтов в среде врачей и фельдшеров. В 1940-х годах таниновые компрессы постепенно вышли из обихода в связи с появлением более эффективных противоожоговых средств и из-за предполагавшейся гепатотоксичности, позже оказавшейся результатом ожога, а не воздействия танинов.
Преобразователи ржавчины на основе танинов после реакции с оксидом железа преобразуют его в водостойкий таннат железа.